# Parafia św. Mikołaja w Dębnie
Parafia św. Mikołaja w Dębnie – parafia rzymskokatolicka, znajdująca się w diecezji kieleckiej, w dekanacie bodzentyński.

## Zasięg parafii
Do parafii w 1984 roku należeli wierni z następujących miejscowości: Dębno, Jeziorko i Wola Szczygiełkowa.  W 2005 roku parafia liczyła 1930 wiernych.